# Ozette Indian Village Archaeological Site
L'Ozette Indian Village Archaeological Site est un site archéologique situé dans le comté de Clallam, dans l'État de Washington, dans le nord-ouest des États-Unis. Situé au cap Alava, sur la côte ouest de la péninsule Olympique, il est protégé au sein du parc national Olympique. Le site est inscrit au Registre national des lieux historiques depuis le 11 janvier 1974.